# Achery
Achery ([aʃʁi]) es una comuna francesa, situada en el departamento de Aisne, de la región de Alta Francia.

## Geografía
Achery está ubicada en el valle del río Oise, cerca de La Fère y a 22 km al noroeste de Laon.

## Demografía
| 689 | 761 | 754 | 862 | 1046 | 1099 | 1125 | 1117 | 1088 | 1099 | 1074 | 1046 | 924 | 927 | 895 | 908 | 809 | 763 | 671 | 687 | 655 | 451 | 464 | 449 | 469 | 520 | 501 | 508 | 524 | 508 | 578 | 564 | 540 | 533 | 608 |
| Para los censos de 1962 a 1999 la población legal corresponde a la población sin duplicidades (Fuente: INSEE [Consultar]) |     |     |     |      |      |      |      |      |      |      |      |     |     |     |     |     |     |     |     |     |     |     |     |     |     |     |     |     |     |     |     |     |     |     |